# Лежнина, Лариса Вячеславовна
Лари́са Вячесла́вовна Ле́жнина (род. 17 марта 1969, Ленинград, СССР) — российская балерина, бывшая солистка Мариинского театра, в 1994—2014 годах — ведущая балерина Нидерландского Национального Балета в Амстердаме.

## Биография
Лариса Вячеславовна Лежнина родилась 17 марта 1969 года в Ленинграде (в настоящее время — Санкт-Петербург). В 1979 году поступила в Ленинградское академическое хореографическое училище (в настоящее время — Академия русского балета им. А. Я. Вагановой). В 1987 году, окончив обучение по классу педагога И. Б. Зубковской, сразу была принята в Ленинградский государственный академический театр оперы и балета имени С. М. Кирова (с 1992 года — Мариинский театр), в котором проработала до 1994 года.
Исполняла ведущие партии в классическом и современном репертуаре, стала в Мариинском театре первой исполнительницей партий Сванильды в балете «Коппелия» Л. Делиба в постановке О. Виноградова, Девочки в «Шотландской симфонии», хореография Дж. Баланчина.
С 1994 года работает за рубежом — в Нидерландском Национальном Балете в Амстердаме (завершила выступления в мае 2014 года), где исполнила ведущие партии в классических балетах, а также в балетах Дж. Баланчина, Ф. Аштона, Х. ван Манена, Р. ван Данцига, и др.
Участвовала в съёмках видеозаписей классических балетных спектаклей «Спящая красавица», «Щелкунчик», «Лебединое озеро»; в концертах; в фильме-балете «Голубые танцовщицы» балетмейстера Олега Игнатьева — балетной версии известного американского фильма «Мост Ватерлоо» с Вивьен Ли в главной роли.

## Репертуар

### Мариинский театр
- «Спящая красавица» П. И. Чайковского, хореография М. Петипа, редакция К. Сергеева — принцесса Аврора, Феи Серебра и Золота
- «Щелкунчик» П. И. Чайковского, хореография В. Вайнонена — Маша
- «Жизель» А. Адана, хореография Ж. Коралли, Ж. Перро, М. Петипа — Жизель
- «Сильфида» Х. С. Лёвенскьольда, хореография А. Бурнонвиля в редакции Э. М. фон Розен — Сильфида
- Гран-па из балета «Пахита» Л. Минкуса, хореография М. Петипа — Пахита
- «Баядерка» Л. Минкуса, хореография М. Петипа, редакция В. Пономарёва и В. Чабукиани — Гамзатти, вариация в картине «Тени»
- «Дон Кихот» Л. Минкуса, хореография А. Горского — Повелительница Дриад
- «Коппелия» Л. Делиба, постановка О. Виноградова — Сванильда — первая исполнительница
- «Тщетная предосторожность» Л. Герольда, постановка О. Виноградова — Лиза
- «Шопениана» на музыку Ф. Шопена, хореография М. Фокина — Солистка
- «Раймонда» А. К. Глазунова, хореография М. Петипа, редакция К. Сергеева — Клеманс
- «Ромео и Джульетта» С. С. Прокофьева, хореография Л. Лавровского — Джульетта
- «Бахчисарайский фонтан» Б. В. Асафьева, хореография Р. Захарова — Мария
- «Собор Парижской богоматери» М. Жарра, хореография Р. Пети — Эсмеральда
- «Шотландская симфония» на музыку Ф. Мендельсона, хореография Дж. Баланчина — Девочка — первая исполнительница
- «Тема с вариациями» на музыку П. И. Чайковского, хореография Дж. Баланчина — Солистка
- «Увядающие листья» — 1-й дуэт (солистка)

### Нидерландский Национальный Балет[англ.]
- «Золушка» С. С. Прокофьева, постановка Ф. Аштона — Золушка
- «Онегин» П. И. Чайковского по А. С. Пушкину, хореография Дж. Кренко — Татьяна
- «Жизель» А. Адана, версия Питера Райта — Жизель
- «Спящая красавица» П. И. Чайковского, версия Питера Райта — принцесса Аврора
- «Сильфида», версия Нильса Бьёрна Ларсена[дат.] — Сильфида
- «Щелкунчик и мышиный король» на музыку П. И. Чайковского, постановщики Уэйн Иглинг, Тур ван Шайк[нидерл.] — Клара
- «Лебединое озеро» П. И. Чайковского, версия Р. ван Данцига — Одетта-Одиллия
- «Ромео и Джульетта» С. С. Прокофьева, постановка Р. ван Данцига — Джульетта
- «Дон Кихот» Л. Минкуса — Китри
- «Симфония до мажор» на музыку Ж. Бизе, хореография Дж. Баланчина — Солистка
- «Серенада» на музыку П. И. Чайковского, хореография Дж. Баланчина — Солистка
- «Изумруды» (на музыку Габриэля Форе к спектаклю по пьесе «Пелеас и Мелисанда» Метерлинка) из балета «Драгоценности», «Рубины» (на музыку «Каприччио» для фортепиано с оркестром И. Стравинского), хореография Дж. Баланчина — Солистка
- «Аполлон Мусагет» И. Стравинского, хореография Дж. Баланчина
- «Адажио Хаммерклавира» на музыку Бетховена — Солистка
- «Четыре последние песни»[англ.] на музыку Р. Штрауса — Солистка
- «In the Upper Room», постановщик Кит Робертс — Солистка
- «Five Tango’s», постановщик Ханс ван Манен — Солистка
- «Trois Gnosi», постановщик Х. ван Манен — Солистка

## Видеография
- 1989 — «Спящая красавица» П. И. Чайковского, хореография М. Петипа в редакции К. Сергеева, спектакль Мариинского театра, руководитель балетной труппы О. Виноградов, дирижёр Виктор Федотов — Принцесса Аврора (Принц Дезире — Фарух Рузиматов, Фея Сирени — Юлия Махалина) (выпущен на DVD)
- 1993 — «Голубые танцовщицы», фильм-балет, балетмейстер Олег Игнатьев (выпущен на DVD)
- 1993 — Dancing (выпущен на DVD)
- 1994 — «Щелкунчик» П. И. Чайковского, либретто М. Петипа, хореография В. Вайнонена, спектакль Мариинского театра, руководитель балетной труппы О. Виноградов, дирижёр В. Федотов — Маша (Щелкунчик-принц — Виктор Баранов, Дроссельмейер — Пётр Русанов) (выпущен на DVD)
- 2008 — Hans van Manen Festival (Фестиваль Ханса ван Манена) (выпущен на DVD)
- 2011 — «Лебединое озеро» (англ. The Swan Lake) П. И. Чайковского, версия Р. ван Данцига, спектакль Нидерландского Национального Балета[англ.] (Амстердам) — Одетта-Одиллия (выпущен на DVD)